# Grafkapel van de familie Bongaerts
De grafkapel van de familie Bongaerts op de begraafplaats nabij de Kapel in 't Zand is een monumentale grafkapel in de Nederlandse stad Roermond.

## Achtergrond
Gerard Willem Bongaerts (1787-1870) gaf de architect Pierre Cuypers opdracht een grafkapel met kelder voor zijn familie te ontwerpen. De kapel werd in 1860 gebouwd, Bongaerts werd er zelf in bijgezet en later diverse familieleden, onder wie politicus Max Charles Emile Bongaerts (1875-1959).
De neogotische kapel is geplaatst tegen de muur aan de noordzijde van de begraafplaats, aan het noordeinde van de hoofdas.
Cuypers ontwierp onder meer ook de grafkapel van de familie Stoltzenberg, de Bisschopskapel en zijn eigen familiegraf op de begraafplaats.

## Beschrijving
De kapel is opgetrokken in natuursteen onder een geknikt zadeldak, dat met leien is gedekt. In de voorgevel is een dubbele houten deur geplaatst onder een spitsboog met vierpasmotief. Boven de deur is een glas-in-loodraam aangebracht, centraal daarin een banderol met het opschrift "familie Bongaerts" en het jaartal 1860. De beide zijgevels worden onderbroken door drie gekoppelde spitsboogvensters met glas in lood.

## Waardering
De grafkapel werd in 2002 als rijksmonument in het Monumentenregister opgenomen, het heeft "cultuurhistorische waarde als bijzondere uitdrukking van een geestelijke en typologische ontwikkeling in de architectuur van grafmonumenten op rooms-katholieke begraafplaatsen. De grafkapel bezit architectuurhistorische waarde wegens esthetische kwaliteiten van het ontwerp, het bijzondere materiaalgebruik en de ornamentiek."